# Томпсонвил (Илиноис)
Томпсонвил (енгл. Thompsonville) град је у америчкој савезној држави Илиноис.

## Демографија
По попису из 2010. године број становника је 543, што је 28 (-4,9%) становника мање него 2000. године.
| Група             | 2000.       | 2010.       |
| Белци             | 560 (98,1%) | 532 (98,0%) |
| Афроамериканци    | 0 (0,0%)    | 0 (0,0%)    |
| Азијати           | 0 (0,0%)    | 0 (0,0%)    |
| Хиспаноамериканци | 4 (0,7%)    | 10 (1,8%)   |
| Укупно            | 571         | 543         |